# Грицышин, Олег Ярославович
Олег Ярославович Грицышин (род. 7 марта 1966) — советский и украинский самбист и дзюдоист, серебряный призёр чемпионата СССР по дзюдо 1991 года (абсолютная категория), бронзовый призёр чемпионата СНГ по дзюдо  (абсолютная категория), серебряный (1994, 1995) и бронзовый (1995) призёр чемпионатов Европы по самбо, чемпион (1993) и бронзовый призёр (1994, 1995, 1997) призёр чемпионатов мира по самбо, серебряный призёр розыгрыша Кубка мира по самбо 1996 года. По дзюдо выступал в тяжёлой (свыше 95 кг) и абсолютной весовых категориях. Тренировался  под руководством К. Ивченко и В. Сукачёва.

## Спортивные результаты
- Чемпионат СССР по дзюдо 1991 года —  (абсолютная категория);
- Чемпионат СНГ по дзюдо (Рязань, 1992) —  (абсолютная категория).